# Rudolf Seebohm
Hans Rudolf Seebohm (* 20. Januar 1834 in Gadebusch; † 5. Januar 1901 in Saarbrücken) war ein deutscher Unternehmer in der Montanindustrie und Abgeordneter des Provinziallandtages der Rheinprovinz.

## Leben
Rudolf Seebohm wurde als Sohn des Arztes Emanuel Georg Seebohm (1796–1866) und dessen Ehefrau Sophie Maria Dorothea, geb. Ueltzen (1808–1891) geboren. Er verlebte seine Kindheit und Jugend in Gadebusch und (ab 1843) in Schwerin, trat als Seekadett in die Schleswig-holsteinische Flotte ein, besuchte die Marineschule Kiel und nahm im März 1848 an der Schleswig-Holsteinischen Erhebung, die sich zum Ersten Deutsch-Dänischen Krieg entwickelte, teil. Später ging er zunächst in die Landwirtschaft, bevor er in Westfalen in der Verwaltung mehrerer Unternehmen der Eisenindustrie Beschäftigung fand.
1862 kam er zur Dillinger Hütte und wurde mit der Leitung des Zweigwerkes in Geislautern betraut. Auf seine Anregung hin wurde dort die Panzerplattenproduktion aufgenommen. 1874 wechselte er zur neugegründeten Völklinger Hütte, wo er später Leitender Direktor wurde.
Diese Führungsposition hatte er bis 1879 inne, als er zur Burbacher Hütte wechselte und dort den Posten des Direktors besetzte. Dieses Unternehmen führte seit 1861 den Namen Luxemburger Bergwerks- und Saarbrücker-Eisenhütten AG. Er blieb bis zu seinem Tod im Amt des Generaldirektors des Unternehmens. In dieser Funktion als Generalbevollmächtigter verfügte er über weitgehende Selbständigkeit.
So lenkte er das starke Wachstum der Burbacher Hütte im Geschäft mit Eisenträgern, durch den Ausbau der Erz- und Roheisenkapazitäten im lothringischen Minettegebiet, mit der Aufnahme des Thomasverfahrens 1891 sowie der Modernisierung der Hüttenanlagen. Unter seiner Verantwortung wurde die betriebliche Sozialpolitik ausgeweitet.

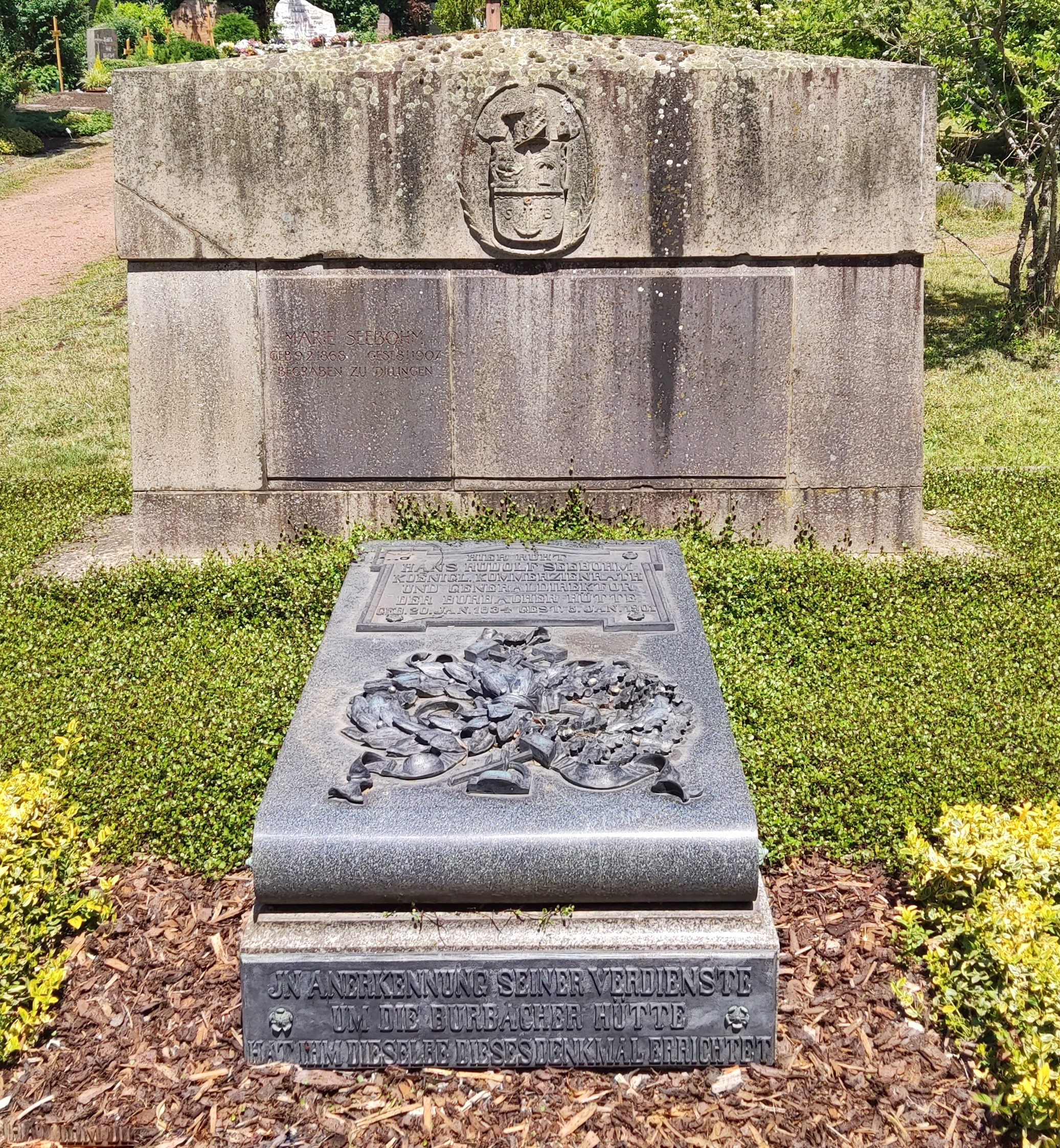
Grab Rudolf Seebohm

## Öffentliche Ämter
- 1880 Mitglied im Preußischen Volkswirtschaftsrat
- Stellvertretender Vorsitzender der Saarländischen Handelskammer[3]
- Mitglied im Stadtverordnetenkollegium von Malstatt-Burbach (Ortsteil von Saarbrücken)
- Mitglied des Provinziallandtages der Rheinprovinz
- Mitglied des Kreistages Saarbrücken
- Mitglied des Bezirks-Eisenbahnrates in Köln
- Mitglied des Eisenbahnausschusses für Elsass-Lothringen
- Mitglied des Vorstands der südwestdt. Eisenberufsgenossenschaft

## Auszeichnungen
- 1896 preußischer Kommerzienrat

## Familie
1864 heiratete er Auguste Franke, mit der er u. a. die Kinder Hans (* 1871, Konteradmiral), Karl (* 1881, Direktor) Klara (* 1870, ⚭ →Otto v. Düring) und Emmy (1874–1915, ⚭ →Ulrich Back) hatte.